# Per Kernell
Per Kernell, född 1 oktober 1763 i Åsbo församling, Östergötlands län, död 12 oktober 1807 i Hällestads socken, var en svensk präst.

## Biografi
Kernell föddes 1 oktober 1763 i Åsbo socken. Han var son till kyrkoherden därstädes. Kernell började sina studier i Linköping och blev 16 september 1780 student vid Uppsala universitet. Han blev filosofie magister 16 juni 1788. Kernell blev 1789 extra ordinarie amanuens vid Uppsala universitetsbibliotek. Han blev 1790 docent i vältalighet. 25 juli 1792 blev han konsistorienotarie i Linköping och tillträdde tjänsten 1793. Kernell prästvigdes 13 mars 1799 och avlade pastoralexamen 19 mars samma år. 24 augusti det året blev han kyrkoherde i Hällestads församling och tillträdde tjänsten 1801. Han blev prost den 24 maj samma år. Kernell avled 1807 i Hällestads socken och begravdes 20 oktober samma år av doktor M. Stenhammar.
Kernell var sekreterare vid prästståndet i riksdagen 1800 i Norrköping. Ett porträtt av Kernell fanns i Hällestads kyrka, men förstördes i kyrkans brand 1893.

### Familj
Kernell gifte sig 7 juni 1796 med Charlotta Elisabeth Burén (1774-1837). Hon var dotter till brukspatronen Carl Daniel Burén och Didrica Zetterling vid Boxholms. De fick tillsammans barnen Per Ulrik (1797-1834), Anna Charlotta och Sophia Carolina Wilhelmina (1802-1886). Sophia Carolina Wilhelmina gifte sig 1828 med tonsättaren Adolf Fredrik Lindblad.